# Ian Holloway
Ian Scott Holloway (Bristol, 1963. március 12. –) angol labdarúgóedző, korábban középpályás. Jelenleg a Grimsby Town vezetőedzője.

## Statisztika
| Klub teljesítmény | Klub teljesítmény        | Klub teljesítmény | Bajnokság | Bajnokság | Kupa     | Kupa    | Ligakupa | Ligakupa | Összesen | Összesen |
| Szezon            | Klub                     | Bajnokság         | Fellépés  | Gól       | Fellépés | Gól     | Fellépés | Gól      | Fellépés | Gól      |
| Anglia            | Anglia                   | Anglia            | Bajnokság | Bajnokság | FA-kupa  | FA-kupa | Ligakupa | Ligakupa | Összesen | Összesen |
| ----------------- | ------------------------ | ----------------- | --------- | --------- | -------- | ------- | -------- | -------- | -------- | -------- |
| 1980–81           | Bristol Rovers           | Second Division   | 1         | 0         |          |         |          |          | 1        | 0        |
| 1981–82           | Bristol Rovers           | Third Division    | 1         | 0         |          |         |          |          | 1        | 0        |
| 1982–83           | Bristol Rovers           | Third Division    | 31        | 7         |          |         |          |          | 31       | 7        |
| 1983–84           | Bristol Rovers           | Third Division    | 36        | 1         |          |         |          |          | 36       | 1        |
| 1984–85           | Bristol Rovers           | Third Division    | 42        | 6         | 8        | 2       | 10       | 1        | 42       | 6        |
| 1985–86           | Wimbledon                | Second Division   | 19        | 2         | 1        | 0       | 3        | 0        | 23       | 2        |
| 1986–87           | Brentford                | Third Division    | 30        | 2         | 3        | 0       | 2        | 0        | 36       | 2        |
| 1986–87           | Torquay United (kölcsön) | Fourth Division   | 5         | 0         | 0        | 0       | 0        | 0        | 5        | 0        |
| 1987–88           | Bristol Rovers           | Third Division    | 43        | 5         |          |         |          |          | 43       | 5        |
| 1988–89           | Bristol Rovers           | Third Division    | 44        | 6         |          |         |          |          | 44       | 6        |
| 1989–90           | Bristol Rovers           | Third Division    | 46        | 8         |          |         |          |          | 46       | 8        |
| 1990–91           | Bristol Rovers           | Second Division   | 46        | 7         | 10       | 1       | 5        | 0        | 46       | 7        |
| 1991–92           | Queens Park Rangers      | First Division    | 40        | 0         | 1        | 0       | 4        | 0        | 45       | 0        |
| 1992–93           | Queens Park Rangers      | Premier League    | 24        | 2         | 2        | 1       | 4        | 0        | 30       | 3        |
| 1993–94           | Queens Park Rangers      | Premier League    | 25        | 0         | 0        | 0       | 1        | 0        | 26       | 0        |
| 1994–95           | Queens Park Rangers      | Premier League    | 31        | 1         | 4        | 0       | 3        | 0        | 38       | 1        |
| 1995–96           | Queens Park Rangers      | Premier League    | 27        | 1         | 1        | 0       | 2        | 0        | 30       | 1        |
| 1996–97           | Bristol Rovers           | Second Division   | 31        | 1         | 1        | 0       | 2        | 0        | 34       | 1        |
| 1997–98           | Bristol Rovers           | Second Division   | 39        | 0         | 4        | 1       | 2        | 0        | 46       | 1        |
| 1998–99           | Bristol Rovers           | Second Division   | 37        | 0         | 4        | 0       | 2        | 0        | 43       | 0        |
| Karrier összesen  | Karrier összesen         | Karrier összesen  | 598       | 49        | 38       | 5       | 39       | 1        | 705      | 58       |

## Sikerei, díjai

### Játékosként
Bristol Rovers
- Third Division: 1989–90
- Gloucestershire Cup: 1981–82, 1982–83, 1983–84, 1984–85, 1988–89, 1989–90

### Edzőként
Blackpool
- Championship rájátszás győztese: 2009–10
- South West Challenge Cup: 2010

Crystal Palace
- Championship rájátszás győztese: 2012–13

## Fordítás
- Ez a szócikk részben vagy egészben  az   Ian Holloway című angol Wikipédia-szócikk fordításán alapul.  Az eredeti cikk szerkesztőit annak laptörténete sorolja fel. Ez a jelzés csupán a megfogalmazás eredetét és a szerzői jogokat jelzi, nem szolgál a cikkben szereplő információk forrásmegjelöléseként.